# Скагул (острів)
Острів Скагул (алеут. Sxaĝulax ) — острів у підгрупі островів Деларова Андреянівських островів у ланцюзі Алеутських островів Аляски. Розміри острова 2,8 на 2,5 км. Знаходиться 1 км на схід від острова Оглюга і 17 км  на південний схід від острова Горілий. 